# Mr. Dramatic
Mr. Dramatic je americký krátkometrážní komediální film z roku 2005, který napsal a natočil režisér John Stalberg, Jr. Mladá Jodi (Amy Acker) si domluví schůzku přes internet, na setkání ovšem dorazí muž zvaný Mr. Dramatic (Oliver Hudson), jehož život je protkaný filmovými klišé.

## Příběh
Jodi nevyšel ani poslední vztah, protože z původního svůdníka se vyklubal spíše blbec. Pořád se snaží najít toho pravého, proto se přes internet seznámila s Jeffem, se kterým si v losangeleské čtvrti Hollywood domluvila schůzku. V baru, kde se má rande odehrát, potká ve stejných šatech kamarádku Elizabeth, která po zmínění Jeffova jména prozradí jeho přezdívku – Mr. Dramatic (tj. „pan Dramatický“). Ten vzápětí dramaticky vejde do baru v bílém obleku, se slunečními brýlemi a zapálenou cigaretou a na návštěvníky podniku vyfoukne cigaretový kouř. Zděšená Jodi dále pozoruje, jak odhodí cigaretu do drinku, který drží dívka stojící u baru. Ta na něj svůj nápoj s nadávkami vychrstne, což vyvolá rvačku mezi Mr. Dramaticem, mužem, se kterým u baru dívka mluví, a dalším návštěvníkem. Mr. Dramatic ji vyhraje a přesune se ke stolu Jodi, kde ji začne agresivně líbat.
Jodi se mu vytrhne z objetí a dá mu facku, po které spadne na zem. Ke stolu dorazí se zmlácenými hosty vyhazovač, který Mr. Dramatica vytáhne ven z podniku a vyhodí ho mezi popelnice. V začínajícím lijáku a za světel blesků je mladík naštvaný. K blízkému zaparkovanému autu však v tuto chvíli dorazí dívka s deštníkem a oba na první pohled zjistí, že jsou si navzájem souzeni. Pomalu k sobě dojdou a v dešti a za bouřky se spolu začnou líbat.
V baru mezitím prozradí Elizabeth jméno muže, na kterého tam čeká ona. Tentokrát ho naopak zná Jodi, která vysloví i jeho přezdívku Captain Fantastic. Právě ten zrovna vyjde ze záchodů v superhrdinském obleku s pláštěm a maskou.

## Obsazení
- Oliver Hudson jako Mr. Dramatic
- Amy Acker jako Jodi
- Katharine Towne jako Elizabeth
- Alana de la Garza jako Ms. Dramatic
- Rachel Nichols jako dívka s cigaretou
- Nina Werman jako servírka
- Joseph Drsman jako Captain Fantastic

## Produkce
Snímek byl natočen během několika dní v Los Angeles. Odhadovaný rozpočet činil 10 tisíc dolarů.

## Vydání
Film Mr. Dramatic byl uváděn během roku 2005 na festivalech v USA. Dne 17. ledna 2006 vyšel na DVD Celebrity Mix, což je kolekce osmi krátkých filmů různých tvůrců a herců.

## Přijetí
Na festivalech získal film Mr. Dramatic několik ocenění, včetně ceny pro nejlepší komedii na Santa Cruz Film Festivalu a včetně ceny diváků na Chicago International REEL Shorts Festivalu.
Kritika na snímku ocenila humor, speciální efekty, vtipný voiceover, hudbu a herecké výkony. Zmínila také působivé užití kostýmů, pohyby kamery a výpravu. Naopak jistým nedostatkem byla krátká stopáž filmu, protože při větší délce by mohlo být využito více komických situací, které by toto „surreálně trapné rande“ mohly doprovázet. Samotný děj filmu tak připomíná začátek a konec příběhu, ovšem bez prostřední části.